# William Fetter
William Fetter (14 marzo 1928 – 23 giugno 2002) è stato un direttore artistico statunitense e un pioniere nel campo della computer grafica.
Ha esplorato i fondamentali della prospettiva nell'animazione digitale della figura umana dal 1960 ed è stato il primo a crearne una come modello 3D. Il First Man è stato un pilota in una breve animazione digitale del 1964, anche conosciuto come Boeing Man e ora come Boeman dalla compagnia Boeing. Fetter preferì il termine "Human Figure" per il pilota. Nel 1960, lavorando in un team supervisionato da Verne Hudson, aiutò a coniare l'espressione computer graphics.

## Computer Grafica

### Morfologia
"Nel 1960, 'noi' alla Boeing abbiamo coniato il termine computer grafica", scrisse Fetter nel 1966 in un articolo del magazine Print. Nell'articolo egli scrisse riguardo al team coinvolto. Col tempo, Fetter ha ricevuto credito universale come prima persona a utilizzare questo termine. Egli in seguito realizzò il bisogno di rendere chiaro, inequivocabilmente, che Verne L. Hudson, il suo superiore nel team di sviluppo, usò per primo queste parole.
In un editoriale del 1966 nell'articolo speciale "The designer and the computer" del magazine Print, l'editore Martin Fox spiegò la differenza semantica, il significato e l'interpretazione delle parole "graphics" e "design", come impiegate dai tradizionali graphic designer e designer, in contrasto a come erano utilizzate dalla nuova generazione di designer della computer grafica.

### Computer Grafica
Dall'inizi degli anni '50, erano in corso sviluppi positivi per controllare le macchine con i computer per la produzione industriale. Successivi sviluppi dei programmi di disegno assistito al computer, per la produzione di disegni 2D e 3D, iniziarono nella metà degli anni '50. Nel 1959, Fetter fu reclutato dalla Boeing come art director del dipartimento CAD per esplorare nuove idee creative per la produzione di disegni 3D.

Egli creò un nuovo concetto per disegnare prospettive. Supportato da Walter Bernhardt, professore associato di Meccanica Applicata alla Wichita State University, in Kansas, le sue idee furono implementate con successo come formule matematiche. I programmatori successivamente inserirono queste nel computer. Fetter era il team leader (supervisore) di questo gruppo. Dato il successo dei primi esperimenti, un programma di ricerca della Boeing fu lanciato nel novembre del 1960 con Fetter in qualità di manager. Il risultato della ricerca fu registrato come un "Metodo e apparato di illustrazione planare" sotto un brevetto americano nel novembre 1961. L'articolo di gennaio nel 1965 del magazine Architectural Record descrisse come Fetter lavorò come graphic designer in un team di ingegneri e programmatori per creare la computer grafica.
Nel 1963, il dipartimento di ricerca fu ricollocato da Wichita a Seattle, dove Fetter divenne il manager del nuovo Computer Graphics Group della Boeing.

### Figura Umana
Fetter divenne molto conosciuto per la creazione della prima figura umana in una serie di grafiche computerizzate di un pilota d'aeroplano. Nel suo articolo del Print magazine, descrisse lo sviluppo della computer grafica e la figura umana alla Boeing. Egli inoltre menzionò il bisogno per il team di buoni impiegati per questo tipo di progetto. Lo scopo iniziale del Computer Graphics Group era usare il pilota come animazione nei film. Il lavoro iniziò nel 1964 e dal 1966 la Figura Umana fu presentata a conferenze e lezioni da Fetter. Nelle lezioni, il film SST Cockpit Visibility simulation fu mostrato nel 1966.
La prima figura umana, che gestì con un computer per un film, comunque, era il Landing Signal Officer su una portaerei CV-A 59.
La figura fu mostrata in un corto ma solo come silhouette e non come una elaborazione dettagliata come sarebbe stata la Figura Umana. Fetter pubblicò ciò nel novembre del 1964 nel suo libro Computer Graphics in Communication nella sezione "Aircraft Carrier Landing Depiction with images".